# Паніот Ярослав Вадимович
Ярослав Вадимович Паніот (нар. 26 грудня 1997, Одеса, Україна) — український фігурист, що виступає в одиночному катанні, дворазовий чемпіон України (2015 та 2018). З 2020 року виступає за США, де в 2021 році на національних змаганнях посів четверту сходинку.

## Спортивна кар'єра
У кінці липня 2017 року спортсмен розпочав олімпійський сезон на літньому турнірі в Анагаймі, де зайняв п'яте місце. На турнірі U.S. International Figure Skating Classic, що проходив у вересні, виступив дуже вдало, оновивши свої особисті рекорди, однак зупинився за крок до п'єдесталу. У вересні на турнірі Nebelhorn Trophy 2017, що був кваліфікаційним на Олімпійські ігри, зайняв сьоме місце, яке дозволило фігуристу взяти ліцензію для України у цьому виді програми. Через те, що ліцензія не є іменною, Паніот був змушений захищати своє право поїхати на Олімпійські ігри на чемпіонаті України, що відбувався у грудні. Головним конкурентом спортсмена був Іван Павлов, який минулі два сезони перемагав його на чемпіонаті України, однак цього разу перемогу святкував Ярослав, набравши 233,04 бала.

## Спортивні результати
| Міжнародні змагання                 | Міжнародні змагання | Міжнародні змагання | Міжнародні змагання | Міжнародні змагання | Міжнародні змагання | Міжнародні змагання | Міжнародні змагання |
| Змагання                            | 11–12               | 12–13               | 13–14               | 14–15               | 15–16               | 16–17               | 17–18               |
| ----------------------------------- | ------------------- | ------------------- | ------------------- | ------------------- | ------------------- | ------------------- | ------------------- |
| Олімпійські ігри                    |                     |                     |                     |                     |                     |                     | N/A                 |
| Чемпіонат світу                     |                     |                     |                     | 24                  |                     |                     | N/A                 |
| Чемпіонат Європи                    |                     |                     |                     | 16                  |                     |                     | N/A                 |
| Серія Челенджера: Golden Spin       |                     |                     |                     |                     |                     | 12                  |                     |
| Серія Челенджера: Nebelhorn         |                     |                     |                     |                     |                     |                     | 7                   |
| Серія Челенджера: Tallinn Trophy    |                     |                     |                     |                     |                     |                     | 3                   |
| Серія Челенджера: U.S. Classic      |                     |                     |                     |                     |                     |                     | 4                   |
| Серія Челенджера: Warsaw Cup        |                     |                     |                     | 12                  | 8                   |                     |                     |
| Philadelphia                        |                     |                     |                     |                     |                     |                     | 2                   |
| Міжнародні юніорські змагання       |                     |                     |                     |                     |                     |                     |                     |
| Юніорські чемпіонати світу          |                     |                     |                     |                     | 11                  | 10                  |                     |
| Юнацькі Олімпійські ігри            | 9                   |                     |                     |                     |                     |                     |                     |
| Юніорський етап Гран-прі: Білорусь  |                     |                     | 11                  |                     |                     |                     |                     |
| Юніорський етап Гран-прі: Франція   |                     |                     |                     |                     |                     | 5                   |                     |
| Юніорський етап Гран-прі: Німеччина |                     |                     |                     | 3                   |                     | 5                   |                     |
| Юніорський етап Гран-прі: Японія    |                     |                     |                     | 17                  |                     |                     |                     |
| Юніорський етап Гран-прі: Словенія  |                     | 18                  |                     |                     |                     |                     |                     |
| Юніорський етап Гран-прі: США       |                     | 16                  |                     |                     |                     |                     |                     |
| Олімпійський фестиваль              |                     | 2                   |                     |                     |                     |                     |                     |
| Cup of Nice                         | 7                   | 8                   |                     |                     |                     |                     |                     |
| Національні змагання                |                     |                     |                     |                     |                     |                     |                     |
| Чемпіонат України                   |                     | 4                   | 5                   | 1                   | 2                   | 2                   | 1                   |
| Чемпіонат України серед юніорів     |                     | 3                   |                     |                     | 1                   | 2                   |                     |